# Marius Urzică
Marius Daniel Urzică (* 30. září 1975, Toplița) je bývalý rumunský sportovní gymnasta. Největších úspěchů dosahoval v disciplíně kůň našíř. Získal v ní zlatou olympijskou medaili na hrách v Sydney roku 2000 a dvě stříbra, na hrách v Atlantě roku 1996 a v Athénách roku 2004. Na athénské olympiádě přidal do sbírky i svou čtvrtou olympijskou medaili, bronz ze soutěže družstev. Kůň našíř mu zajistil i tři tituly mistra světa (1994, 2001, 2002), jedno světové stříbro (1999) a třikrát se v této disciplíně stal mistrem Evropy (1994, 2000, 2002). V koni našíř je po něm pojmenován jeden cvik, jeden také na hrazdě. V roce 2006 založil Romanian Golden Team, kde shromáždil řadu bývalých rumunských gymnastů, a který předvádí zábavná gymnastická šou. Stal se rovněž trenérem, nejprve v klubu CS Dinamo, poté trénoval rumunský národní gymnastický tým mužů a v roce 2014 převzal juniorský národní tým Kataru.